# Miami Open 1997
Il Miami Open 1997 (conosciuto anche come Lipton Championships,per motivi di sponsorizzazione) è stato un torneo di tennis giocato sulla cemento. È stata la 13ª edizione del Miami Open, che faceva parte della categoria ATP Super 9 nell'ambito dell'ATP Tour 1997, e della Tier I nell'ambito del WTA Tour 1997. Sia il torneo maschile che quello femminile si sono giocati al Tennis Center at Crandon Park di Key Biscayne in Florida, dal 20 al 30 marzo 1997.

## Campioni

### Singolare maschile
Thomas Muster ha battuto in finale  Sergi Bruguera con il punteggio di 7–6(6), 6–3, 6–1

### Singolare femminile
Martina Hingis ha battuto in finale  Monica Seles con il punteggio di 6–2, 6–1

### Doppio maschile
Todd Woodbridge /  Mark Woodforde hanno battuto in finale  Mark Knowles /  Daniel Nestor con il punteggio di 6–4, 3–6, 6–3

### Doppio femminile
Arantxa Sánchez Vicario /  Nataša Zvereva hanno battuto in finale  Sabine Appelmans /  Miriam Oremans con il punteggio di 6–4, 6–2